# Xénisme
En linguistique, un xénisme est un type d'emprunt lexical qui consiste à prendre un terme étranger tel quel, de sorte qu'il est reconnu comme étranger par les usagers de la langue.

## Exemples
La langue française comporte un certain nombre de xénismes empruntés à l'anglais britannique ou à l'anglais américain, ou parfois inventés. Il s'agit généralement de petites phrases, salutations, proverbes, interjections, etc., « en anglais dans le texte » :
- It's in the pocket! (pseudo-anglais (angl. You've got it made!)) : C'est dans la poche !, C'est comme si c’était fait !
- Make love, not war! : Faites l'amour, pas la guerre !
- My tailor is rich (phrase tirée de la méthode Assimil d'apprentissage de l'anglais et citée pour signaler la possession de quelques rudiments dans cette langue)
- No comment! : Sans commentaire !, Passons !
- Of course! : Bien entendu !, Évidemment !
- Peace and love! : Paix et amour !
- Shocking! : Scandaleux !, Oh ! (angl. brit. This is outrageous!)
- The end! : C’est fini !, Rideau !

## Déformations
Avec le temps, le mot peut se déformer sous l'influence des filtres phono-morphologiques de la langue d'accueil par exemple dans la chanson populaire du début du XVIIIe siècle Malbrouk s'en va-t-en guerre, où Malbrouk n'est autre que Marlborough (au début du XVIIIe siècle, le duc de Marlborough avait ravagé la Picardie).
Autre exemple : dans Il s'en fiche comme de l'an quarante, où l'« an quarante » serait l'altération d' Alcoran (c'est-à-dire le Coran) ; on appelle cette évolution une étymologie populaire.

## Xénisme versus calque
On distingue parmi les emprunts lexicaux entre calques et xénismes.
Les emprunts et réemprunts sont très fréquents, les langues en contact échangeant de façon quasi permanente des termes, et dans les deux sens. Exemples d'emprunts et réemprunts :
- le français bougette est devenu en anglais budget, que le français a réemprunté en budget ;
- le français tenez est devenu en anglais tennis, que le français a réemprunté en tennis.